# 674 Ракель
674 Ракель (674 Rachele) — астероїд головного поясу, відкритий 28 жовтня 1908 року.
Тіссеранів параметр щодо Юпітера — 3,210.